# Landkreis Hsinchu
Der Landkreis Hsinchu (chinesisch 新竹縣, Pinyin Xīnzhú Xiàn, W.-G. Hsinchu Hsien) ist ein Landkreis der Republik China auf Taiwan. Er liegt im Nordwesten der Insel Taiwan. Westlich des Landkreises liegt die Stadt Hsinchu, die als kreisfreie Stadt nicht zum Landkreis gehört. Seine Hauptstadt ist die nordöstlich an Hsinchu grenzende Stadt Zhubei.

## Lage
Der Landkreis Hsinchu liegt zwischen der Stadt Taoyuan im Nordosten und dem Landkreis Miaoli im Südwesten. Im Westen grenzt er an die Stadt Hsinchu, im Nordwesten an die Taiwanstraße und im Südosten an den Landkreis Yilan und die Stadt Taichung.
Die Landschaft des Landkreises ist überwiegend hügelig und in seinem südöstlichen Teil hochgebirgig. Dort reicht er in den zum zentralen Bergland Taiwans gehörenden Xueshan-Gebirgszug hinein und hat entlang seiner Südgrenze Anteil am Shei-Pa-Nationalpark.
Alle wichtigen Verkehrswege zwischen dem Großraum Taipeh und den Metropolen Westtaiwans durchqueren den Landkreis Hsinchu, so die Autobahnen Nationalstraße 1 und Nationalstraße 3 und die Hauptstrecke der Taiwanischen Eisenbahn TRA. Der Bahnhof Hsinchu der Taiwan High Speed Rail liegt auf dem Gebiet des Landkreises in Zhubei.

## Geschichte

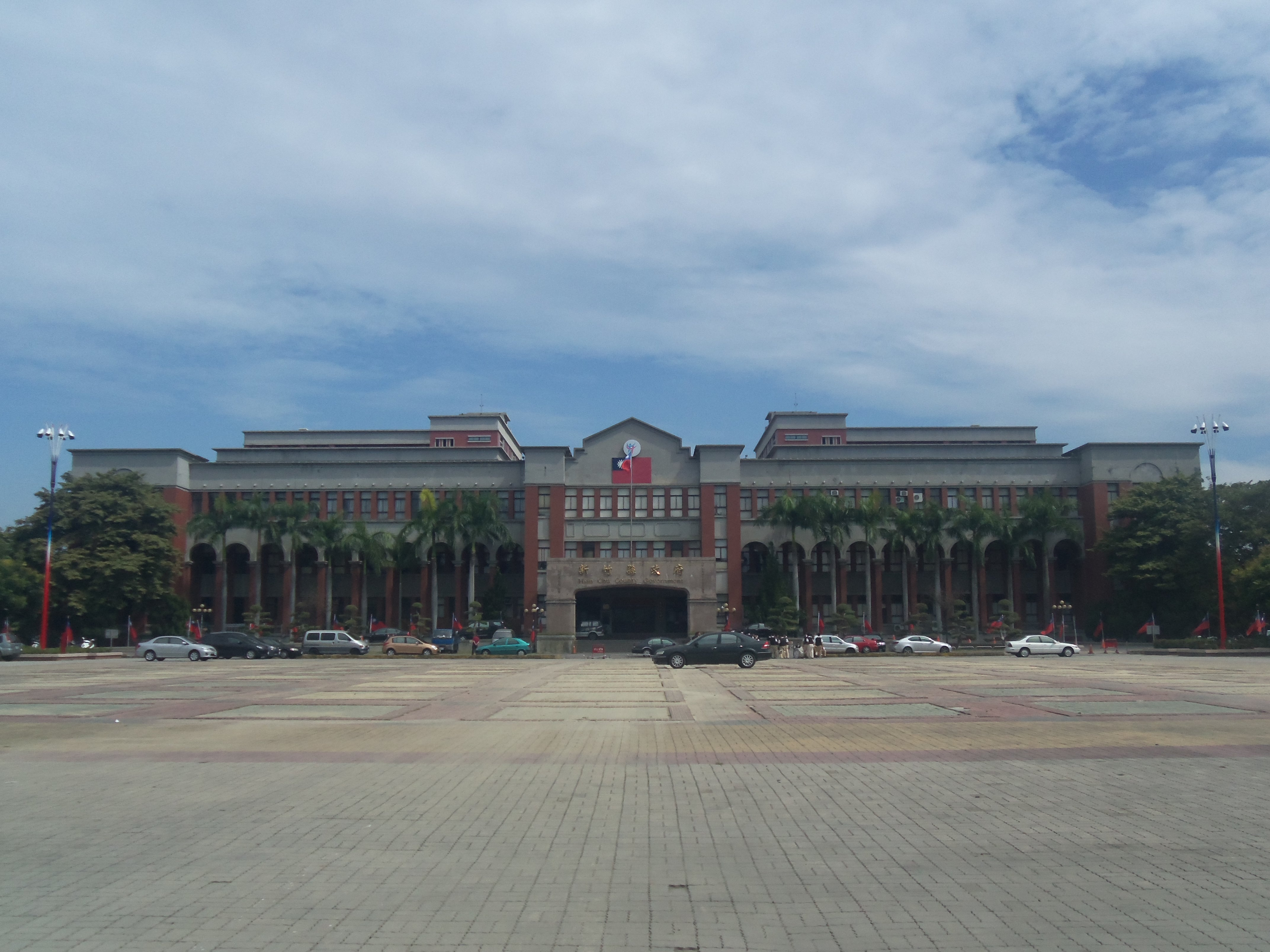
Gebäude der Kreisregierung

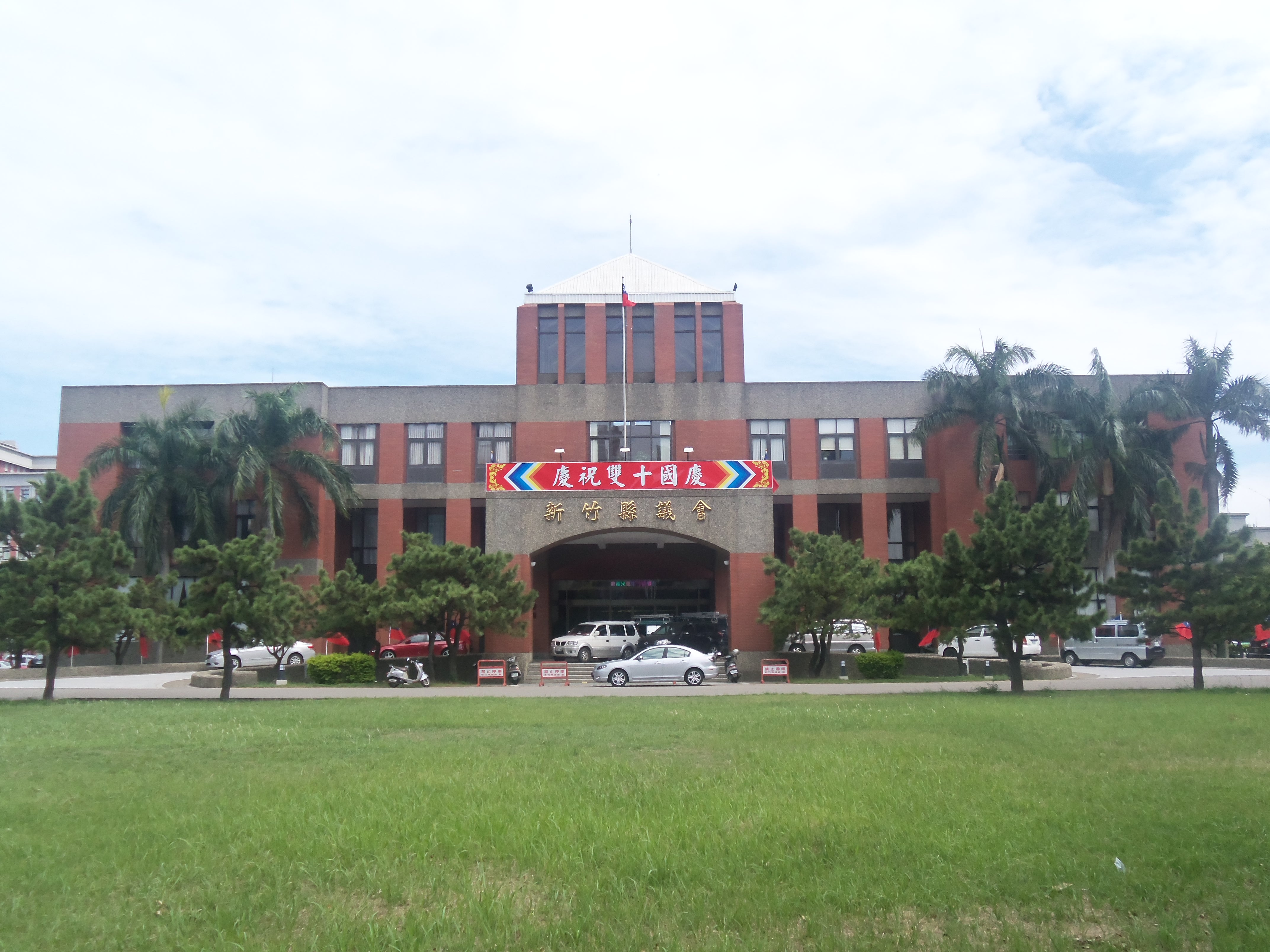
Gebäude des Kreistages

Nachdem die Insel Taiwan im Jahr 1683 zum Kaiserreich China der Qing-Dynastie gekommen war, trug die Gegend des heutigen Landkreises Hsinchu den Namen Zhúqiàn. Ab dieser Zeit setzte eine kontinuierliche Einwanderung von Han-Chinesen vom chinesischen Festland ein. Administrativ wurde die Region Teil des Kreises Zhuluo (諸羅縣), der die ganze nordwestliche Küste Taiwans umfasste. Im Jahr 1723, zu Beginn der Regierungszeit Yongzhengs, wurde die Verwaltung reorganisiert und Zhuqian wurde administrativ dem Distrikt Danshui (淡水廳) zugeteilt. Dieser Distrikt wurde 1875 in die Kreise Danshui und Hsinchu aufgeteilt.
Nach dem Chinesisch-japanischen Krieg kam Taiwan 1895 zu Japan und es erfolgten mehrere Reorganisationen der Verwaltung, die letztlich dazu führten, dass das Gebiet Hsinchu Teil der Präfektur Shinchiku wurde. Nach der Übertragung Taiwans an die Republik China nach dem Zweiten Weltkrieg erfolgte eine erneute Verwaltungsreform und Hsinchu wurde ein Landkreis in der Provinz Taiwan. Am 1. Juli 1982 wurde die bisherige Kreishauptstadt Hsinchu aus dem Kreis ausgegliedert und erhielt den Status einer kreisfreien Stadt. Neue Kreishauptstadt wurde Zhubei.

## Bevölkerung
Mit etwa 593.000 Einwohnern im Jahr 2024 zählt der Landkreis Hsinchu zu den kleineren Verwaltungseinheiten Taiwans. Etwa ein Drittel der Einwohner wohnt in der Hauptstadt Zhubei. Die im Landkreis gesprochenen Sprachen waren nach der Erhebung 2010 die folgenden (Mehrfachnennungen möglich): Mandarin 90,6 %, Hakka 56,0 %, Taiwanisch 27,7 %, Formosa-Sprachen 2,0 %, andere 1,0 %. Der Landkreis Hsinchu hatte damit unter allen Landkreisen und Städten Taiwans den höchsten Anteil an Hakka-Sprechern.

## Städte und Gemeinden
Einzige Stadt (市,  Shì) des Landkreises ist die Kreisstadt Zhubei. Daneben gibt es drei Stadtgemeinden (鎮,  Zhèn) und neun Landgemeinden (鄉,  Xiāng). Die Einwohnerzahlen und Flächenangaben zu den Gemeinden waren nach der amtlichen Statistik vom Mai 2018 die folgenden:
| Name                                | chin.  | Hanyu Pinyin | Hakka      | Fläche (km²) | Einwohner | Ew./km² |
| ----------------------------------- | ------ | ------------ | ---------- | ------------ | --------- | ------- |
| 1 Stadt                             |        |              |            |              |           |         |
| Zhubei                              | 竹北市 | Zhúběi       | Tsuk-pet   | 46,8341      | 184.014   | 3.865   |
| 3 Stadtgemeinden                    |        |              |            |              |           |         |
| Guanxi                              | 關西鎮 | Guānxī       | Kûan-sî    | 125,5193     | 28.816    | 231     |
| Xinpu                               | 新埔鎮 | Xīnpǔ        | Sîn-phû    | 72,1911      | 33.231    | 464     |
| Zhudong                             | 竹東鎮 | Zhúdōng      | Tsuk-tûng  | 53,5133      | 96.477    | 1.813   |
| 7 Landgemeinden                     |        |              |            |              |           |         |
| Baoshan                             | 寶山鄉 | Bǎoshān      | Pó-sân     | 64,7871      | 14.650    | 225     |
| Beipu                               | 北埔鄉 | Běipǔ        | Pet-phû    | 50,6676      | 9.362     | 186     |
| Emei                                | 峨眉鄉 | Éméi         | Ngô-mì     | 46,8010      | 5.581     | 118     |
| Hengshan                            | 橫山鄉 | Héngshān     | Vàng-sân   | 66,3502      | 13.001    | 198     |
| Hukou                               | 湖口鄉 | Húkǒu        | Fù-khiéu   | 58,4303      | 77.596    | 1.326   |
| Qionglin                            | 芎林鄉 | Qiónglín     | Khiûng-lìm | 40,7858      | 20.088    | 492     |
| Xinfeng                             | 新豐鄉 | Xīnfēng      | Sîn-fûng   | 46,3496      | 56.782    | 1.224   |
| 2 Berglandgemeinden der Ureinwohner |        |              |            |              |           |         |
| Jianshi                             | 尖石鄉 | Jiānshí      | Tsiâm-sa̍k  | 527,5795     | 9.607     | 18      |
| Wufeng                              | 五峰鄉 | Wǔfēng       | Ńg-fûng    | 227,7280     | 4.773     | 20      |

| Gemeinden im Landkreis Hsinchu |
| --- |
| Zhubei Xinfeng Hukou Xinpu Guanxi Qionglin Zhudong Baoshan Beipu Wufeng Jianshi Hengshan Emei Taoyuan Neu-Taipeh Hsinchu Landkreis Miaoli Taichung Landkreis Yilan |

## Offizielle Symbole
Wie viele andere Verwaltungseinheiten in Taiwan hat sich auch der Landkreis Hsinchu einige Tiere und Pflanzen zu offiziellen Symbolen erkoren. Auf eine Aufforderung der Provinzverwaltung hin wählte sich der Landkreis im Jahr 1984 die Kamelie (茶花) zur offiziellen Blume des Landkreises. Zur Begründung wurde unter anderem der Teeanbau im Landkreis angeführt. Offizieller Vogel des Landkreises wurde der endemische Taiwan-Bartvogel (Psilopogon nuchalis, 五色鳥, „Fünffarbenvogel“), offizieller Baum der Echte Nagibaum (Nageia nagi, 竹柏).